# 763년

## 연호
- 당(唐) 보응(寶應) 2년 / 광덕(廣德) 원년
- 일본(日本) 덴표호지(天平宝字) 7년

## 기년
- 당(唐) 대종(代宗) 2년
- 신라(新羅) 경덕왕(景德王) 22년
- 발해(渤海) 문왕(文王) 27년

## 문화
- 신라에서 광덕의 연호를 쓰지 않고 보응의 연호를 계속 사용하다.